# El Espino
El Espino – miasto w Kolumbii, w departamencie Boyacá.